# Onorificenze canadesi
Gli ordini, decorazioni e medaglie del Canada comprendono un complesso sistema di onorificenze dello stato del Canada, tra le quali sono compresi onori per azioni a beneficio della singola comunità o della patria. Il sistema di decorazioni attuale venne riformato nel 1967 con lo scopo di includere gli ordini nazionali e quelli dinastici, mentre in precedenza anche lo stato canadese (come altre parti dell'ex impero coloniale inglese), seguiva il modello inglese. Tra le decorazioni vi sono medaglie civili, militari e di campagna. Ciascuna provincia canadese o territorio distinto, inoltre, ha le proprie medaglie ed onorificenze esclusive per i residenti della propria provincia. Gli ordini provinciali, così come quelli nazionali, garantiscono l'uso di un post-nominale come per le onorificenze inglesi e in alcuni casi essi possono essere riportati anche nel proprio stemma personale.
Il monarca del Canada è identificato come capo di tutti gli ordini presenti sul territorio e come tale esso/essa è identificato come l'unico ente che può concedere gli stessi ordini. In Canada il monarca è rappresentato da un Governatore Generale che suggerisce al sovrano la concessione delle onorificenze e che le concede fisicamente in nome dello stesso sovrano.

## Onorificenze al valore
| Nastro | Onorificenza                 | Post-nominale |
| ------ | ---------------------------- | ------------- |
|        | Victoria Cross per il Canada | VC            |
|        | Cross of Valour              | CV            |

## Ordini nazionali
| Nastro | Onorificenza                                                        | Post-nominale |
| ------ | ------------------------------------------------------------------- | ------------- |
|        | Membro dell'Ordine al Merito                                        | OM            |
|        | Compagno dell'Ordine del Canada                                     | CC            |
|        | Ufficiale dell'Ordine del Canada                                    | OC            |
|        | Membro dell'Ordine del Canada                                       | CM            |
|        | Commendatore dell'Ordine al Merito militare                         | CMM           |
|        | Commendatore dell'Ordine al Merito delle Forze di Polizia           | COM           |
|        | Commendatore dell'Ordine Reale Vittoriano                           | CVO           |
|        | Ufficiale dell'Ordine al Merito militare                            | OMM           |
|        | Ufficiale dell'Ordine al Merito delle Forze di Polizia              | OOM           |
|        | Luogotenente dell'Ordine Reale Vittoriano                           | LVO           |
|        | Membro dell'Ordine al Merito militare                               | MMM           |
|        | Membro dell'Ordine al Merito delle Forze di Polizia                 | MOM           |
|        | Membro dell'Ordine Reale Vittoriano                                 | MVO           |
|        | Venerabilissimo Ordine dell'Ospedale di San Giovanni di Gerusalemme | tutti i gradi |
|        |                                                                     |               |

## Ordini provinciali
| Nastro | Onorificenza                                       | Post-nominale |
| ------ | -------------------------------------------------- | ------------- |
|        | Grand'Ufficiale dell'Ordine Nazionale del Québec   | GOQ           |
|        | Ufficiale dell'Ordine Nazionale del Québec         | OQ            |
|        | Cavaliere dell'Ordine Nazionale del Québec         | CQ            |
|        | Membro dell'Ordine al Merito del Saskatchewan      | SOM           |
|        | Membro dell'Ordine dell'Ontario                    | OOnt          |
|        | Membro della Columbia Britannica                   | OBC           |
|        | Membro dell'Ordine di Eccellenza dell'Alberta      | AOE           |
|        | Membro dell'Ordine dell'Isola del Principe Edoardo | OPEI          |
|        | Membro dell'Ordine del Manitoba                    | OM            |
|        | Membro dell'Ordine del Nuovo Brunswick             | ONB           |
|        | Membro dell'Ordine della Nuova Scozia              | ONS           |
|        | Membro dell'Ordine di Terranova e Labrador         | ONL           |

## Ordini territoriali
| Nastro | Onorificenza                                    | Post-nominale |
| ------ | ----------------------------------------------- | ------------- |
|        | Membro dell'Ordine del Nunavut                  | ONu           |
|        | Membro dell'Ordine dei Territori del Nord-Ovest | ONWT          |
|        | Membro dell'Ordine dello Yukon                  | OY            |

## Decorazioni nazionali
| Nastro | Onorificenza                                   | Post-nominali |
| ------ | ---------------------------------------------- | ------------- |
|        | Star of Military Valour                        | SMV           |
|        | Star of Courage                                | SC            |
|        | Meritorious Service Cross (divisione militare) | MSC           |
|        | Meritorious Service Cross (divisione civile)   | MSC           |
|        | Medal of Military Valour                       | MMV           |
|        | Medal of Bravery                               | MB            |
|        | Meritorious Service Medal (divisione militare) | MSM           |
|        | Meritorious Service Medal (divisione civile)   | MSM           |
|        | Medaglia Reale Vittoriana                      | RVM           |

## Medaglie nazionali
| Nastro | Onorificenza    |
| ------ | --------------- |
|        | Sacrifice Medal |

### Medaglie non incluse nell'ordine di precedenza
Certe medaglie sono riconosciute come parte del sistema onorifico canadese ma non sono incluse nell'ordine di precedenza specifico del Canada.
| Nastro | Onorificenza   |
| ------ | -------------- |
|        | Memorial Cross |

## Medaglie di guerra e di operazioni militari
| nastro | Onorificenza |
| ------ | --- |
|        | Medaglia della Corea *con insegna Menzione nei Dispacci MiD |
|        | Medaglia per la Corea per il Servizio volontario canadese |
|        | Medaglia del Golfo e del Kuwait *con insegna Foglia di Acero |
|        | Medaglia della Somalia |
|        | Medaglia per il Servizio nell'Asia di Sud-Est *con barretta AFGHANISTAN (se decorato anche della Medaglia del Golfo e del Kuwait)                                                |
|        | Stella di campagna generale-Forze Armate *con barrette (fino al 2009) - ALLIED FORCE - ISAF+FIAS con Foglie di Acacia d'argento, d'oro e rosse (per ogni 180 giorni di servizio) |
|        | Stella di campagna generale-Asia di Sud-Est con Foglie di Acacia d'argento, d'oro e rosse (per ogni 180 giorni di servizio)                                                      |
|        | Stella di campagna generale-Spedizione con Foglie di Acacia d'argento, d'oro e rosse (per ogni 180 giorni di servizio)                                                           |
|        | Medaglia del servizio generale-Forze Armate con Foglie di Acacia d'argento, d'oro e rosse (per ogni 180 giorni di servizio)                                                      |
|        | Medaglia del servizio generale-Asia di Sud-Est con Foglie di Acacia d'argento, d'oro e rosse (per ogni 180 giorni di servizio)                                                   |
|        | Medaglia del servizio generale-Spedizione con Foglie di Acacia d'argento, d'oro e rosse (per ogni 180 giorni di servizio)                                                        |
|        | Medaglia per servizio operativo |
|        | - Asia di Sud-Est |
|        | - Sierra Leone |
|        | - Haiti |
|        | - Sudan |
|        | - Humanitas |
|        | - Spedizioni |

## Medaglie speciali di servizio
| Nastro | Onorificenza |  |
| ------ | --- |  |
|        | Medaglia per servizio speciale con barrette - PAKISTAN 1989-90 - ALERT - HUMANITAS - NATO/OTAN - PEACE/PAIX - RANGER |  |
|        | Medaglia per il servizio di mantenimento della pace canadese                                                         |  |
|        | |  |

## Medaglie dell'ONU
| Nastro | Onorificenza |
| ------ | --- |
|        | Medaglia della Corea                                                                                            |
|        | Emergency Force (Egypt and Sinai) Medal                                                                         |
|        | Truce Supervision Organization in Palestine and Observer Group in Lebanon                                       |
|        | Military Observer Group in India and Pakistan Medal                                                             |
|        | Congo Medal |
|        | Temporary Executive Authority in West New Guinea Medal                                                          |
|        | Yemen Observer Mission Medal                                                                                    |
|        | Cyprus Medal |
|        | India/Pakistan Observation Mission Medal                                                                        |
|        | Emergency Force Middle East Medal                                                                               |
|        | Disengagement Observer Force in Golan Heights Medal                                                             |
|        | Interim Force in Lebanon Medal                                                                                  |
|        | Military Observer Group in Iraq and Iran Medal                                                                  |
|        | Transition Assistance Group in Namibia Medal                                                                    |
|        | Observer Group in Central America Medal                                                                         |
|        | Observer Mission in Iraq and Kuwait                                                                             |
|        | Angola Verification Mission Medal                                                                               |
|        | Mission for the Referendum in Western Sahara Medal                                                              |
|        | Observer Mission in El Salvador Medal                                                                           |
|        | Protection Force in Yugoslavia Medal                                                                            |
|        | Advance Mission in Cambodia Medal                                                                               |
|        | Transitional Authority in Cambodia Medal                                                                        |
|        | Operation in Somalia Medal                                                                                      |
|        | Operation in Mozambique Medal                                                                                   |
|        | Observation Mission in Uganda and Rwanda Medal                                                                  |
|        | Assistance Mission in Rwanda Medal                                                                              |
|        | Mission in Haiti Medal                                                                                          |
|        | Verification of Human Rights and Compliance with the Comprehensive Agreement on Human Rights in Guatemala Medal |
|        | Verification Mission in the Central African Republic Medal                                                      |
|        | Preventive Deployment Force in Macedonia Medal                                                                  |
|        | Mission in Bosnia and Herzegovina Medal                                                                         |
|        | Observer Group in Prevlaka Medal                                                                                |
|        | Interim Administration Mission in Kosovo Medal                                                                  |
|        | Observer Mission in Sierra Leone Medal                                                                          |
|        | Transitional Administration in East Timor Medal                                                                 |
|        | Mission in the Democratic Republic of the Congo Medal                                                           |
|        | Mission in Ethiopia and Eritrea Medal                                                                           |
|        | Stabilization Mission in Haiti                                                                                  |
|        | Operation in Côte D'Ivoire                                                                                      |
|        | Mission in Sudan                                                                                                |
|        | Integrated Mission in Timor-Leste                                                                               |
|        | Hybrid Mission with the African Union in Darfur                                                                 |
|        | Special Service Medal                                                                                           |
|        | Headquarters Medal                                                                                              |

### Non inclusi nell'Ordine di precedenza
Certe medaglie dell'ONU sono riconosciute come parte del sistema onorifico canadese ma non sono incluse nell'ordine di precedenza specifico del Canada.
| Nastro | Onorificenze                                      |
| ------ | ------------------------------------------------- |
|        | UN Good Offices Mission in Afghanistan & Pakistan |

## Medaglie dell'Organizzazione del trattato nord Atlantico
| Nastro | Onorificenze                                        |
| ------ | --------------------------------------------------- |
|        | Meritorious Service Medal                           |
|        | Medal for Yugoslavia                                |
|        | Medal for Kosovo                                    |
|        | Medal for Macedonia                                 |
|        | Article 5 Medal for Operation Eagle Assist          |
|        | Article 5 Medal for Operation Active Endeavour      |
|        | Non-Article 5 Medal for the Balkans                 |
|        | Non-Article 5 Medal for Training Mission in Iraq    |
|        | Non-Article 5 Medal for Logistical Support in Sudan |

## Medaglie di missioni internazionali
| Nastro | Onorificenze                                                                     |
| ------ | -------------------------------------------------------------------------------- |
|        | International Commission for Supervision and Control Medal; Indo-Cina, 1954-1974 |
|        | International Commission for Control and Supervision Medal; Vietnam, 1973        |
|        | Multinational Force and Observers Medal; Sinai, 1982-                            |
|        | European Community Monitor Mission Medal; Jugoslavia, 1991-                      |
|        | International Force for East Timor Medal; 1999-                                  |
|        | European Security and Defence Policy Service Medals                              |

## Medaglie commemorative
| Nastro | Onorificenze                                                      |
| ------ | ----------------------------------------------------------------- |
|        | Medaglia per il 100º anniversario della Confederazione del Canada |
|        | Medaglia del giubileo d'argento di Elisabetta II                  |
|        | Medaglia per il 125º anniversario della Confederazione del Canada |
|        | Medaglia del giubileo d'oro di Elisabetta II                      |
|        | Medaglia del giubileo di diamante di Elisabetta II                |
|        | Medaglia del giubileo di platino di Elisabetta II                 |

## Medaglie di lungo servizio e buona condotta
| Nastro | Onorificenze                                     | Post-nominale |
| ------ | ------------------------------------------------ | ------------- |
|        | Royal Canadian Mounted Police Long Service Medal |               |
|        | Canadian Forces Decoration                       | CD            |

## Medaglie per servizio esemplare
| Nastro | Onorificenze                                       |
| ------ | -------------------------------------------------- |
|        | Police Exemplary Service Medal                     |
|        | Corrections Exemplary Service Medal                |
|        | Fire Services Exemplary Service Medal              |
|        | Canadian Coast Guard Exemplary Service Medal       |
|        | Emergency Medical Services Exemplary Service Medal |
|        | Peace Officer Exemplary Service Medal              |

## Medaglie speciali
| Nastro | Onorificenze                    |
| ------ | ------------------------------- |
|        | Queen's Medal for Champion Shot |

## Medaglie ed altre decorazioni
| Nastro | Onorificenze | Post-nominale |
| ------ | --- | ------------- |
|        | Ontario Medal for Good Citizenship | OMC           |
|        | Ontario Medal for Police Bravery |               |
|        | Ontario Medal for Firefighters Bravery |               |
|        | Saskatchewan Volunteer Medal | SVM           |
|        | Ontario Provincial Police Long Service and Good Conduct Medal |               |
|        | Medaglia di Servizio del Venerabilissimo Ordine dell'Ospedale di San Giovanni di Gerusalemme (con da una a tre croci di Malta d'argento o d'oro, con fronde d'alloro d'oro) |               |
|        | Commissionaire Long Service Medal |               |
|        | Newfoundland and Labrador Bravery Award |               |
|        | Newfoundland and Labrador Volunteer Service Medal |               |
|        | British Columbia Fire Services Long Service and Bravery Medals |               |
|        | Commemorative Medal for the Centennial of Saskatchewan |               |
|        | Alberta Centennial Medal |               |
|        | British Columbia Medal of Good Citizenship | MGC           |

- Ordini del Commonwealth (approvati dal Consiglio della Regina)
- Decorazioni del Commonwealth (approvate dal Consiglio della Regina)
- Medaglie del Commonwealth (approvate dal Consiglio della Regina)
- Ordini stranieri (approvati dal Consiglio della Regina)
- Decorazioni straniere (approvate dal Consiglio della Regina)
- Medaglie straniere (approvate dal Consiglio della Regina)

## Onorificenze e medaglie inglesi conferite prima del 1º giugno 1972
Qualsiasi persona che, prima del 1º giugno 1972 fosse stata membro di un ordine cavalleresco inglese o avesse ricevuto una decorazione inglese o una medaglia avrebbe potuto continuare ad indossare l'insegna assieme ad un'insegna corrispondente canadese, tra le quali:

### Ordini e decorazioni
- Victoria Cross (VC)
- George Cross (GC)
- Cross of Valour (CV)
- Order of Merit (OM)
- Ordine dei Compagni d'Onore (CH)
- Compagno dell'Ordine del Canada (CC)
- Ufficiale dell'Ordine del Canada (OC)
- Membro dell'Ordine del Canada (CM)
- Commendatore dell'Ordine al Merito Militare (CMM)
- Commendatore dell'Ordine al Merito delle Forze di Polizia (COM)
- Compagno dell'Ordine del Bagno (CB)
- Compagno dell'Ordine di San Michele e San Giorgio(CMG)
- Commendatore dell'Ordine Reale Vittoriano (CVO)
- Commendatore dell'Ordine dell'Impero Britannico (CBE)
- Distinguished Service Order (DSO)
- Ufficiale dell'Ordine al Merito Militare (OMM)
- Ufficiale dell'Ordine al Merito delle Forze di Polizia (OOM)
- Luogotenente dell'Ordine Reale Vittoriano (LVO)
- Ufficiale dell'Ordine dell'Impero Britannico (OBE)
- Imperial Service Order (ISO)
- Membro dell'Ordine al Merito Militare (MMM)
- Membro dell'Ordine al Merito delle Forze di Polizia (MOM)
- Membro dell'Ordine Reale Vittoriano (MVO)
- Membro dell'Ordine dell'Impero Britannico (MBE)
- Membro della Royal Red Cross (RRC)
- Distinguished Service Cross (DSC)
- Military Cross (MC)
- Distinguished Flying Cross (DFC)
- Air Force Cross (AFC)
- Star of Military Valour (SMV)
- Star of Courage (SC)
- Meritorious Service Cross (MSC)
- Medal of Military Valour (MMV)
- Medal of Bravery (MB)
- Meritorious Service Medal (MSM)
- Associato della Royal Red Cross (ARRC)
- Venerabile Ordine di San Giovanni (tutti i gradi)
- Ordini provinciali
- Distinguished Conduct Medal (DCM)
- Conspicuous Gallantry Medal (CGM)
- George Medal (GM)
- Distinguished Service Medal (DSM)
- Military Medal (MM)
- Distinguished Flying Medal (DFM)
- Air Force Medal (A.F.M.)
- Queen's Gallantry Medal (QGM)
- Medaglia Reale Vittoriana (RVM)
- Medaglia dell'Impero Britannico (BEM)

### Medaglie di guerra e di operazioni militari
- Africa General Service Medal (1902-56)
- India General Service Medal (1908-35)
- Naval General Service Medal (1915-62)
- India General Service Medal (1936-39)
- General Service Medal - Army and Air Force (1918-62)
- General Service Medal (1962- )
- 1914 Star
- 1914-15 Star
- British War Medal (1914-18)
- Mercantile Marine War Medal (1914-18)
- Victory Medal (1914-18)
- Territorial Force War Medal (1914-19)
- 1939-1945 Star
- Atlantic Star
- Air Crew Europe Star
- Africa Star
- Pacific Star
- Burma Star
- Italy Star
- France and Germany Star
- Defence Medal
- Canadian Volunteer Service Medal
- Newfoundland Second World War Volunteer Service Medal
- War Medal 1939-1945
- Korea Medal
- Canadian Volunteer Service Medal for Korea
- Gulf and Kuwait Medal
- Somalia Medal
- South-West Asia Service Medal
- General Campaign Star

### Medaglie di servizio speciale
Vedi in precedenza

### Medaglie dell'ONU
Vedi in precedenza

### Medaglie della Commissione internazionale
Vedi in precedenza

### Medaglie polari
Vedi in precedenza

### Medaglie commemorative
- King George V's Silver Jubilee Medal (1935)
- King George VI's Coronation Medal (1937)
- Queen Elizabeth II Coronation Medal (1953)
- Canadian Centennial Medal (1967)
- Queen Elizabeth II Silver Jubilee Medal (1977)
- 125th Anniversary of the Confederation of Canada Medal (1992)
- Queen Elizabeth II Golden Jubilee Medal (2002)

### Medaglie di lungo servizio e buona condotta
- Army Long Service and Good Conduct Medal
- Naval Long Service and Good Conduct Medal
- Air Force Long Service and Good Conduct Medal
- R.C.M.P. Long Service Medal
- Volunteer Officer's Decoration (VD)
- Volunteer Long Service Medal
- Colonial Auxiliary Forces Officer's Decoration (VD)
- Colonial Auxiliary Forces Long Service Medal
- Efficiency Decoration (ED)
- Efficiency Medal
- Naval Volunteer Reserve Decoration (VRD)
- Naval Volunteer Reserve Long Service and Good Conduct Medal
- Air Efficiency Award
- Canadian Forces Decoration (CD)

### Medaglie di servizio esemplare
Vedi in precedenza

### Medaglie speciali
- Queen's Medal for Champion Shot

### Medaglie e altre decorazioni
Vedi in precedenza